# César Moro
César Moro, pseudonym för César Quispes Asín, född den 19 augusti 1903 i Lima, död den 10 januari 1956 i samma stad, var en av de stora peruanska poeterna, tillika surrealistisk målare. 
Efter studier som autodidakt signerade han 1921 sitt första arbete, en modernistisk teckning, med namnet "César Moro", ett namn han hade valt och med vilket han från denna stund använde på sina resor runt om i världen. En stor del av hans poesi är skriven på franska. Under lång tid bodde han i Paris, där han var en del av surrealistkretsen, poeter som André Breton och Paul Éluard. På svenska presenterades han av Lasse Söderberg i dennes spalt "Det brinnande fönstret" i tidskriften Lyrikvännen, årg. 58 (2011): nr 1.

## Liv
Efter att ha studerat vid Colegio de La Inmaculada, en jesuitskola, reste han 1925 till Paris, något nästan ofrånkomligt för de flesta konstnärer då. César Moro provade olika konstnärliga discipliner under denna period, han assisterade i dansundervisningen vid Academie de Ballet (något han gav upp av hälsoskäl), han målade och skrev dikter. 1926 hade han en första utställning och 1927 en andra, båda togs gynnsamt emot av kritiken. 1928 vände han sig till surrealismen och började att skriva poem på franska. Under perioden mellan 1928 och 1934 fortsatte han såväl som bildkonstnär som framför allt poet (Ces poèmes). Han återvände till Lima i slutet av 1933. 1935 organiserade han och poeten Emilio Adolfo Westphalen, den första surrealistiska utställningen i Latinamerika, i Academia Alcedo de Lima. I utställningen deltog förutom Moro själv chilenarna Jaime Dvor, Waldo Parraguez, Gabriela Rivadeneira, Carlos Sotomayor och María Valencia, vilka redan hade haft en utställning med modern konst i sitt land.
1938 övergav Moro sitt land av politiska skäl och sökte skydd i Mexiko. Där blev han kvar i 10 år och fortsatte med sitt måleri och sin poesi. 1940 organiserade han tillsammans med målaren Wolfgang Paalen och författaren André Breton den fjärde Internationella surrealistutställningen i Galería de Arte Mexicano. Han återvände till Lima 1948, som lärare vid Colegio Militar Leoncio Prado. Där undervisade han bland andra den peruanske romanförfattaren Mario Vargas Llosa i franska. 1955 utkom ett av hans viktigaste verk, Amour à mort. Den 10 januari 1956 avled han i leukemi. Hans vän André Coyné stod för redigering och utgivning av Moros verk.
För Moro var poesin ett levande experiment: den är inte poet som skriver poesi, utan den som lever som poet; Moros poetiska verk är en poetisk gest från djupet av hans eget liv. Han var en passionerad människa, såväl i vänskapen som i kärleken, han var emot konventionalismen. Hans liv var inte fritt från skandaler, han följde alltid sin egen etik: sökandet efter en sanning som var långt bort från den som världen runt omkring honom representerade.
En el gran contacto del olvido
A ciencia cierta muerto
Tratando de robarte a la realidad
Al ensordecedor rumor de lo real
Levanto una estatua de fango purísimo
De barro de mi sangre
De sombra lúcida de hambre intacto
De jadear interminable.
La tortuga ecuestre, 1939

## Verk

### Poesi
- La tortuga ecuestre, hand enda bok på spanska, som skrevs 1938 men publicerades 1957 under beskydd av André Coyné, då han tidigare inte hittat någon som kunnat publicera den.
- Cartas (1939)
- Lettre d'amour (1939)
- El castillo de Grisú (1941)
- L'homme du paradisier et autres textes (1944)
- Trafalgar Square (1954)
- Amour à mort (1955).
- Obra poética completa (Edición crítica: André Coyné, Daniel Lefort, Julio Ortega (Coordinadores). Colección Archivos, Alción Editora, Córdoba (Argentina) / Universidad de Poitiers, 2015)

### Prosa
- Los anteojos de azufre (1958). Större delen av hans verk på prosa har utvalt av André Coyné.

### Teater
- Han skriver ett enda teaterstycke "El ojo de gallo" (”Tuppens öga”), ett mycket begränsat verk (bara 5 sidor) som inte har uppförts.